# U–2
Az U–2 Dragon Lady egy pilóta vezette, együléses, nagy magasságon repülő felderítő repülőgép, amelyet a CIA 1956-ban állított szolgálatba és később az amerikai légierő rendszeresített fényképes, majd szintetikus apertúrájú rádiólokátoros felderítésre.
Bár Francis Gary Powers U–2-es gépének lelövése 1960-ban jelentős presztízsveszteséget jelentett az Egyesült Államok számára és bebizonyította, hogy a szovjet haditechnika képes lépést tartani a Nyugattal, az U–2 incidens korántsem jelentette a géptípus végét: a CIA egészen 1974-ig repült az U–2-vel. A légierő napjainkra több mint fél évszázados üzemeltetési tapasztalattal rendelkezik, és az U–2-t várhatólag 2020-ig fogja használni felderítési célokra.
Az U–2 alapján készült ER–2-t (Earth Resources – 2) a NASA használja civil célú kutatásokhoz: a Föld erőforrásainak felderítésére, csillagászati megfigyelésekhez, légkörkémiai és -dinamikai kísérletekhez, illetve oceanográfiai folyamatok nyomonkövetéséhez. Az U–2-t ezenkívül használják még elektronikus érzékelők kutatásához és fejlesztéséhez, műholdak kalibrálásához és műholdérzékelési adatok ellenőrzéséhez. 2000-ben az U–2 ismét Oroszország felett repült, de ekkor már egy közös orosz–amerikai légkörmegfigyelési program részeként.

## Fejlesztése, világpolitikai kontextusa

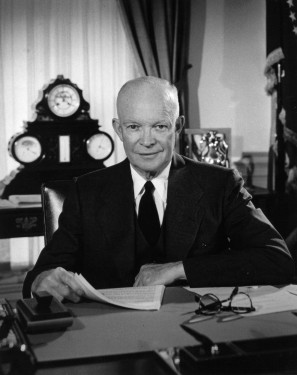
Dwight D. Eisenhower az Egyesült Államok elnöke volt 1953 és 1961 között

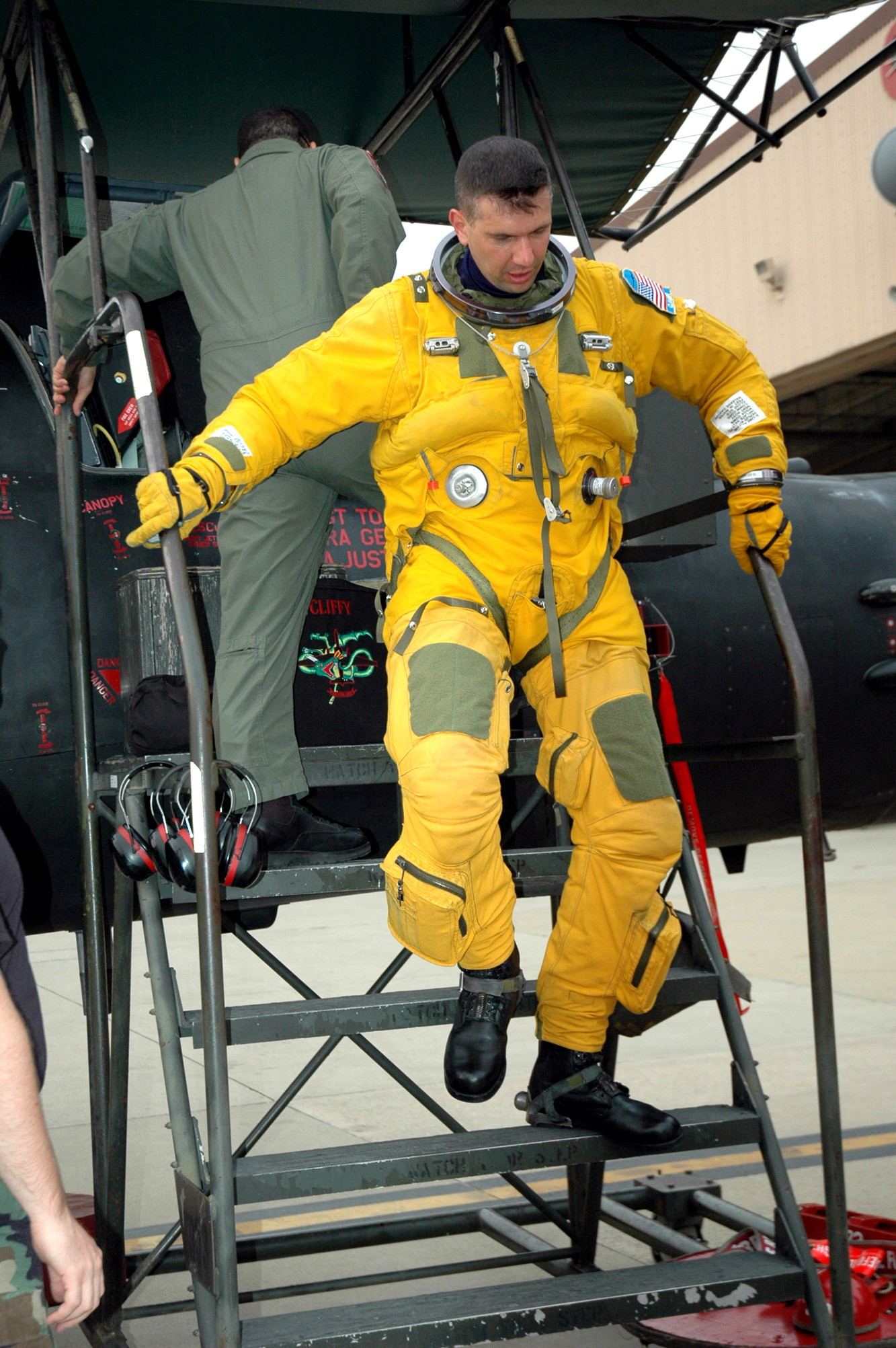
A nagy repülési magasság miatt az U–2 pilótáinak gyakorlatilag űrhajós szkafanderbe kell öltözniük

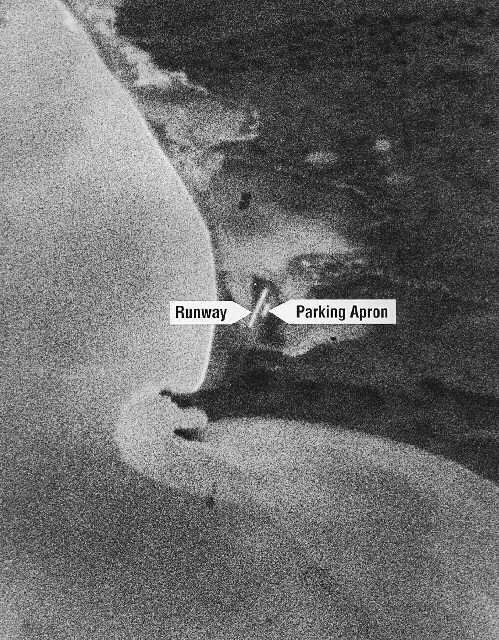
Nagy magasságból készített fénykép egy szovjet légibázisról

A második világháború után a Szovjetunió és az Egyesült Államok közötti viszony jelentősen megromlott, kezdetét vette a hidegháború. Dwight D. Eisenhower amerikai elnök attól tartott, hogy az 1950-es évek atomkorszakában megismétlődik egy Pearl Harbor-féle meglepetésszerű támadás. Ezt a félelmét csak megerősítette a Mjasziscsev M–4 szovjet interkontinentális bombázó 1954. május elsejei bemutatása a moszkvai Vörös tér hagyományos katonai felvonulása alkalmával. A felvonuláson jelen levő amerikai katonai attasé nagy mennyiségű bombázó áthúzásáról számolt be, amivel Washingtonban kiváltotta a bomber gap, azaz a bombázó-olló félelmet, miszerint a szovjetek bombázói létszámfölényt élveznek. Ez a félelem később alaptalannak bizonyult, mivel a szovjetek ugyanazzal a néhány géppel repültek többször is át a tér felett, ám a félrevezető erőfitogtatás elérte a célját.
Eisenhower elnöknek konkrét bizonyítékokra volt szüksége annak eldöntésére, hogy létezik-e egyáltalán ez a bomber gap, ezért jóváhagyta egy minden addiginál magasabban repülő, tehát vadászgépekkel elfoghatatlan, légifotókat készítő felderítőgép kifejlesztését. A koreai háborúban megjelent MiG–15 az összes akkori amerikai vadászgépnél jobbnak bizonyult és káprázatos hatékonysággal fogta el a Szovjetunió felé magasan repülő, általában bombázókból átalakított felderítőgépeket. (A hidegháború forróbb időszakában, 1950 és 1970 között 165 amerikai pilóta esett fogságba, miután a szovjet légtérben vadászgépek fogták el és lőtték le a felderítőgépüket. A szovjet hadifogságba esett külföldi személyzet közül 126 fő sorsáról a mai napig nem lehet semmit sem tudni.)
Bár az akkor még csak papíron, ötletformában létező gép kifejlesztésének lehetőségét elsőre nem is kapta meg a Lockheed, Kelly Johnson, a cég fő tervezőmérnöke végül is kiharcolta, hogy cége gyakorlatilag költségvetési korlátok nélkül, rohamtempóban kifejleszthesse az új gépet a később Skunk works néven elhíresült, ultramodern repüléstechnikai megoldásokkal előálló kutatórészlegben. Kelly Johnson a szintén általa tervezett F–104 Starfighter törzsét vette alapul az új géphez. Munkája kezdetén a Starfighter kis méretű és vékony szárnyait hatalmas, vitorlázó repülőgépére emlékeztető szárnyra cserélte ki.
A gép belső neve CL–282 Aquatone volt, de szükség volt egy hivatalos katonai elnevezésre is. Nem lehetett B-vel kezdődő bombázó, illetve F-fel kezdődő vadászgép sem, mivel felhasználási területe nem felelt meg ezek egyikének sem. Mindezek mellett a U–2 projekt nagyon titkos is volt és ezért a felderítő gépeknek fenntartott R kezdőbetűt sem lehetett használni. Végül az amerikai légierő szándékosan a semmitmondó U-, azaz „utility”, munkagép-kategóriába helyezte. Mivel az U–1 és az U–3 elnevezés már foglalt volt, az új gép neve U–2 lett. A gép a „Dragon Lady”, azaz Sárkányasszony becenevet kapta, bár ezt kevesen használják.
Az U–2 először 1955. augusztus elsején szállt fel a Skunk Works által alapított sivatagi légitámaszpontról, amely később 51-es körzet néven vált a világ leghíresebb titkos bázisává. Az első felszállás valójában nagy sebességű gurulásnak indult, ám a hatalmas, vitorlázógép-szerű szárnyak miatt az U–2 már 130 km/h sebességnél elrugaszkodott a földtől.
A géphez a PerkinElmer cég fejlesztette ki a különleges fényképezőgépet, amely adaptív lencsékkel rendelkezett – azaz képes volt a nagy magasságon megváltozott légnyomás és hőmérsékleti körülményeket kiküszöbölni és éles képet készíteni. A gép először 1956 júniusában repült a Szovjetunió fölé.
A CIA az U–2 programmal kapcsolatban számos esetben vezette szánt szándékkal félre az elnököt. Elhitették vele, hogy a szovjet radarok nem képesek a gépet észlelni, nyomon követni vagy lelőni – és ha valamilyen hihetetlen véletlen folytán egy U–2-t mégis lelőnének, akkor az teljesen megsemmisülne, és a roncsokból nem lehetne azonosítani a gép amerikai voltát. Ezek mellett a CIA az is elhitette az elnökkel, hogy egy ilyen katasztrófát egyetlenegy pilóta sem élne túl.
A bomber gap létezésének bebizonyítására illetve cáfolására az U–2 bevetéseinek első célja szovjet repülőterek és katonai létesítmények légifotós felderítése volt. Eisenhower elnöknek szüksége volt azokra a megbízható információkra, amelyeket az U–2 fényképeiből szerezhettek – ugyanakkor rettegett attól, hogy egy amerikai felderítőgép esetleges elfogása vagy lelövése milyen súlyos következményekkel járhat. A nemzetközi jog szempontjából elvileg harci cselekménynek számított az, ha egy harci repülő szánt szándékkal repül be egy ország légterébe – a legrosszabb esetben tehát egy felderítő repülés a harmadik világháborút is kirobbanthatta. Éppen ezért Eisenhower a CIA-t, és nem pedig az amerikai légierőt bízta meg az U–2 program kezelésével és üzemeltetésével. A pilótákat a légierő állományából válogatták, de az U–2 programba lépéskor áthelyezték őket a CIA polgári státuszába. A repülőgépeken semmiféle felségjelzés vagy lajstromszám nem szerepelt, hogy egy esetleges incidens esetén az USA hihetően letagadhassa azt, hogy bármiféle köze lett volna a repüléshez.
A felderítő repülések külpolitikailag rendkívül kényes volta miatt minden egyes bevetést és azok útvonalát maga Eisenhower elnök hagyta jóvá. Az elnök biztosítékokat kért arra, hogy az U–2 elfoghatatlan és lelőhetetlen, mivel bár az U–2 információk értékesek lehettek, egy háború kirobbanásához is vezethető provokációt már nem értek meg. Az 1950-es évek közepén a szovjetek még nem rendelkeztek olyan vadászgépekkel vagy légelhárító eszközökkel, amelyek elérhették az U–2-t a 21–24 km-es repülési magasságán. Az idő múlásával és szovjet haditechnika megfeszített erejű fejlődésével azonban az U–2 napjai meg voltak számlálva. A CIA és a légierő nekilátott az U–2-t leváltó technológiák kifejlesztésének – ilyen volt a szuperszonikus SR–71 Blackbird és a Corona felderítő műhold. Számításaik szerint az 1960-as évek elejére érik el a szovjetek azt a szintet, amelynél az U–2 már veszélyben van. Az U–2 incidens bebizonyította, hogy ebben az elemzők nem is tévedtek.
Négy évtizeddel az események után George Tenet, a CIA igazgatója egy beszédében beszámolt az U–2 program eredményeiről. A kémrepüléseknek köszönhetően Eisenhower elnök bizonyítékot szerzett arról, hogy sem a bomber gap, sem a missile gap nem létezik, bármit is állítsanak a katonai elemzők. Ezen információknak köszönhetően ellen tudott állni annak az igen erős belpolitikai nyomásnak, amely az Egyesült Államokat egy túlfegyverkezési versenybe hajszolta volna.

## Üzemeltetése

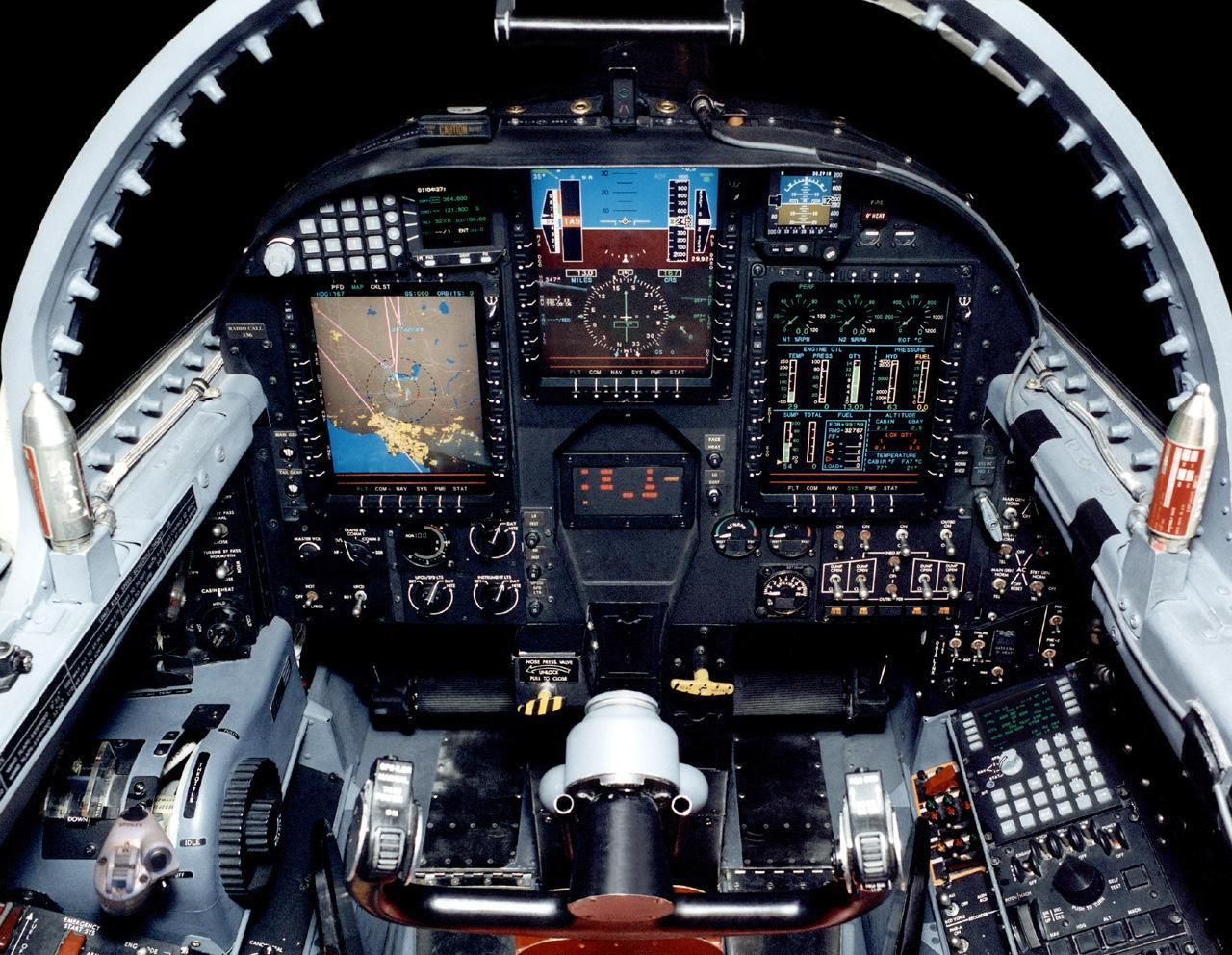
Egy U–2S pilótafülkéje

A nagy repülési magasság miatt a pilótának gyakorlatilag űrhajós szkafanderbe kell öltöznie. A 21 000 méteres magasság alacsony légnyomásán az emberi testnedvek felforrnak. A földön felszállás előtt a szkafanderes pilótának különleges épületben kell tartózkodnia. Az épület és a repülőgép között a pilóta kis bőröndben hordozza magával a levegőztető berendezéshez szükséges oxigént.
A nagy felületű szárnyakkal a gép motoros vitorlázórepülő lett. A géppel hihetetlenül nehéz repülni, és nagyon nehezen lehet vele leszállni. Az extrém magasság miatt a gépnek rendkívül szűk sebességhatárok között kell repülnie – egy általános küldetés több mint 90%-a során a repülőnek egy mindössze ±4 km/h sebességtartományon belül kell maradnia. Ha túl gyorsan megy, akkor veszélyesen megközelíti a hangsebesség-közeli, transzszonikus tartományt, ahol a gép egyes részei már hangsebesség felett, míg mások alatta repülnek. Az ekkor fellépő heves vibráció szétszakíthatja a gépet. Ha viszont túl lassan megy, akkor a ritka levegőben felborul a szárnyak felett áramló levegő örvénylése, a gép átesik és dugóhúzóba esik, ahol szintén szétszakadhat. A pilóták ezt a keskeny sebességtartományt csak „coffin corner”-nek, azaz „koporsósarok”-nak hívják.
A gép tömegének csökkentésére, így az operatív magasság növelésére, a szárnyvégeken található futók (angol becenevükön „pogók”) a felszállás után leválnak. A gép leszállása ezért meglehetősen körülményes, mivel a pilótának a szárnyakat az egész leszállás közben teljesen vízszintesen kell tartania, nehogy azok földet érjenek és letörjenek.
Az U–2 fedélzetén sokféle érzékelő található. A gép nagyon megbízhatónak bizonyult és magas sikeraránnyal végezte el küldetéseit. A gép egyszerre képes rádiós és fényképes hírszerzésre (SIGINT, illetve PHOTOINT). A fényképes hírszerzés készülhet hagyományos filmre, elektro-optikai rendszerrel vagy szintetikus apertúrájú radarral. A felújított elektronikájú TR–1 és U–2S már képes a látóhatáron túlra is adatforgalmat lebonyolítani.

### USA

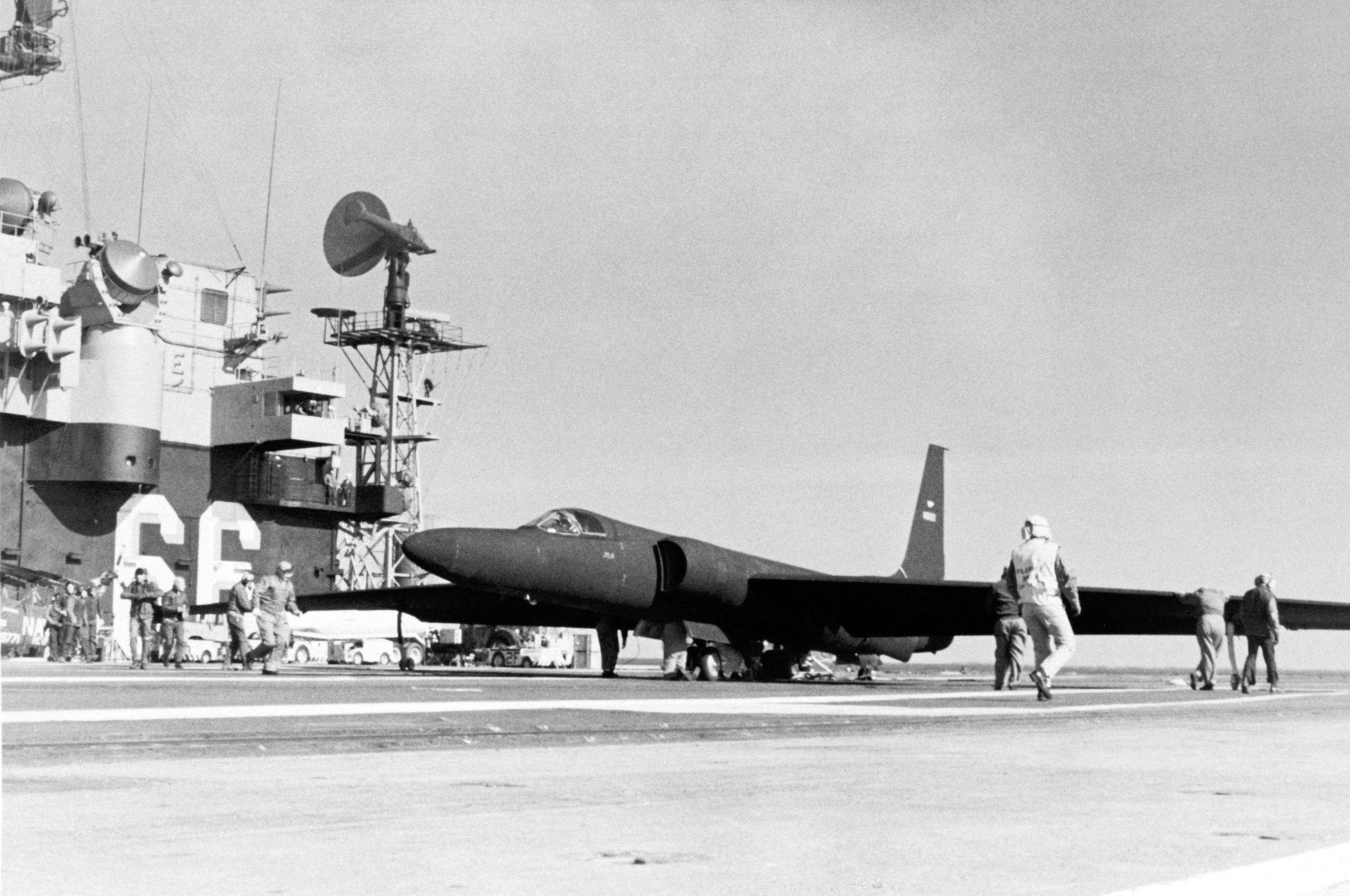
Az U–2G haditengerészeti bevethetőségét az USS America repülőgép-hordozóról indítva próbálták ki

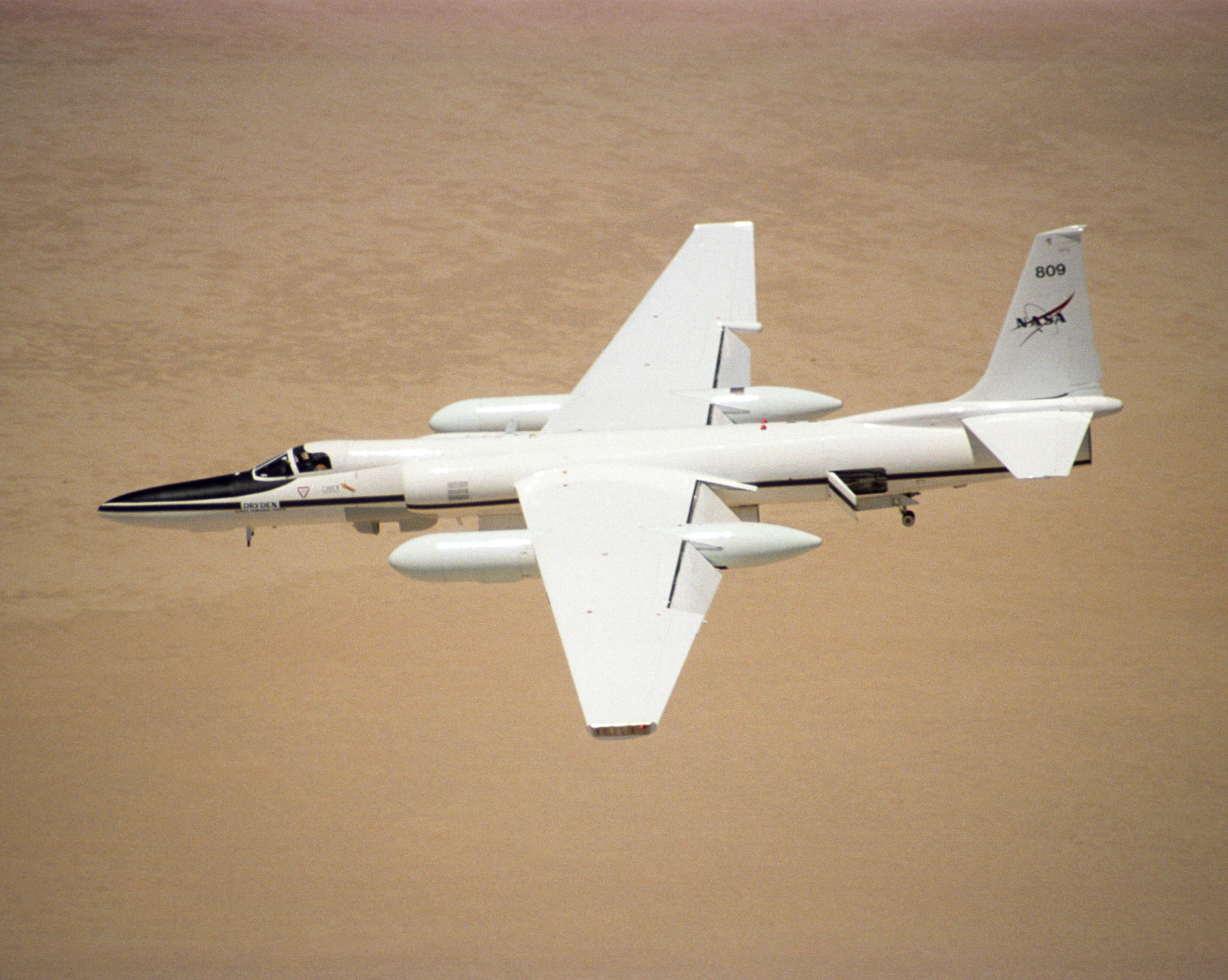
A NASA egyik ilyen ER–2 gépe súlycsoportjában magassági rekordot állított fel

Bár az U–2 később az amerikai légierőhöz és a haditengerészethez kerül, első üzemeltetője a CIA volt. A géptípus első halálos balesete 1956. május 15-én következett be, amikor felszállás után a pogó-kerekek ledobási manőverénél a gép átesett és lezuhant. A második baleset három hónappal később, 1956. augusztus 31-én következett be, amikor szintén felszállás közben esett át a gép; három héttel később egy harmadik gépet is hasonló sors ért.
Az U–2 nem várt publicitást kapott 1960. május elsején, amikor is Francis Gary Powers gépét nem messze Szverdlovszktól (ma Jekatyerinburg) lelőtte a szovjet légvédelem vadonatúj fejlesztésű SZ–75 Dvina (NATO-kód: SA-2 Guideline) légvédelmi rakétája. Ez az esemény később U–2 incidens néven vált ismertté.
1962. október 4-én az amerikai légierő 4080. stratégiai felderítő századának egyik U–2-je által Kuba felett készített fényképein kivehetővé vált, hogy a szovjetek közepes hatótávolságú, nukleáris töltettel felszerelt rakétákat telepítenek az országba. Kezdetét vette a kubai rakétaválság. Később Rudolf Anderson hadnagy életét vesztette, amikor U–2-jét lelőtte a kubai légvédelem SZ–75 rakétája. Andersont posztumusz kitüntették, a légierő első Air Force Cross kitüntetését ő kapta.
1963-ban a CIA elkezdte a Whale Tale programot, amelynek célja a repülőgép-hordozókra telepített U–2G kifejlesztése volt. A programban CIA pilóták vezette U–2G-k indultak és tértek vissza a USS Ranger és egyéb hajókra. Az U–2G-t operatív bevetésre azonban csak két alkalommal küldték, mindkét esetben a USS Rangerről. 1964 májusában a francia atomprogram mururoai kísérleti atomrobbantását figyelték meg.
1964 elején a stratégiai légiparancsnokság 4080. század egyik különítményét Dél-Vietnámba küldte Észak-Vietnám nagy magasságból történő megfigyelésére. Az U–2 egyetlen vietnámi harci vesztesége 1966. október 8-án következett be, amikor is Leo Stewart őrnagy Észak-Vietnám fölött repülve műszaki meghibásodást észlelt a gépén, amelyből Dél-Vietnám fölé visszatérve sikeresen katapultált.
1967-re elkészült a nagyobb teherbírású és hatótávolságú U–2R, amelyből hat gépet a CIA, hatot pedig a légierő vásárolt meg. A típus első felszállása 1967. augusztus 28-án volt. A CIA gépeit többek között Tajvanban is használták 1968-tól, a légierő pedig a vietnámi háborúban vette be az U–2R-t. Ezek általában a thaiföldi U-Tapao nemzetközi repülőtérről indultak a Linebacker hadművelet támogatására.
1969 elején a CIA ismét megpróbálkozott az U–2 haditengerészeti bevethetőségével, ezúttal az új U–2R modellel. A géptípuson a leszállóhorgon kívül semmiféle módosítást nem kellett végrehajtani. A behajtott szárnyú gépeket a hajó hangárjában lehetett tárolni. A haditengerészetet is elkezdte érdekelni az U–2, ezért 1973-ban két gépet vásárolt a CIA-től. Az EP-X program keretén belül a gépeket FLIR infravörös keresővel, tengerészeti radarral, egy periszkóp-érzékelő rendszerrel, elektronikai hírszerzési rendszerekkel és nagy magasságú tengerészeti felügyeleti rendszerekkel szerelték volna fel. A program még hajó elleni rakéták felszerelését is tervezte, ám végül az összes eredmény elérése előtt lezárták.
1978-ban a légierő bejelentette egy új, harcászati felderítőgép (tactical reconnaissance) iránti igényét, és a Lockheed 1979-re megtervezte és elkezdte az U–2-n alapuló TR–1 gyártását. Az új típus első változatát ER–2 néven, polgári lajstromozással a NASA kapta meg nagy magasságon végezhető légköri kísérletekhez. Az első ER–2 1981. május 11-én szállt fel a Lockheed palmdale-i gyárából, és egy évvel később kezdték el rendszeresen használni. Az első TR–1A 1981. augusztus 1-jén szállt fel, a kétüléses kiképzőváltozat, a TR–1B pedig 1983. február 23-án. A TR–1 és az U–2R közötti különbségek a TR–1 fejlettebb távközlési rendszerében és alacsonyabb tömegében rejlettek, amelyet az elektronikai alkatrészek miniatürizálásával értek el. Ezen lényegi különbségeken túl azonban az egyik típus mindenféle különösebb nehézség nélkül tudta a másik küldetéseit ellátni.
1989. november 19-én a NASA ER–2-ese a 12 000–16 000 kg közötti súlycsoportban magassági rekordot döntött 20 479 méterrel.

### Tajvan
Az U–2 másik jelentősebb üzemeltetője Tajvan volt, amely Kína felett végzett felderítő repüléseket, az 1950-es évektől nagyrészt B–57 Canberra gépekkel. A B–57 sebessége és rövid hatótávolsága azonban korlátot szabott a hírszerzési anyagok megszerezhetőségének. 1958-ban Tajvan és az USA között megállapodás született az U–2-k tajvani bevetéséről. A tajvani légierő erre a célra külön századot állított fel.
Összesen 27 tajvani pilóta kapott Amerikában U–2-re képzést. 1960 júliusában a CIA két U–2-t adott át a tajvaniaknak, és ugyanazon év decemberében tajvani pilóták végrehajtották az első, Kína feletti bevetéseiket. A bevetések célja a kommunista Kína atomfegyver-programjának felmérése volt.
A tajvani U–2 század nagyjából száz bevetést hajtott végre. A kínaiak öt U–2-t lőttek le, ebből három esetben a pilóta életét vesztette, a másik kettőben fogságba esett. 1968-ban a tajvani U–2 flottát modernizálták, és az összes gépet U–2R-re cserélték. A kínai–szovjet szakítást követően azonban Kína és az USA közeledett egymáshoz, ezért a tajvani U–2-esek kínai légtérsértéseit leállították, és azok már csak a nemzetközi vizek felett hajtottak végre elektronikai hírszerzést.
Richard Nixon amerikai elnök 1972-es kínai látogatása során megígérte, hogy a Kína feletti összes hírszerzési repülést berekesztik. Ezzel a tajvani U–2 flotta létjogosultsága megszűnt, 1974-ben az utolsó tajvani tulajdonú gépek is visszatértek az USA-ba.

## Változatai
| U–2AElső széria, együléses változat a CIA számára. Hajtóművek: Pratt & Whitney J57-P-37 (46,2 kN tolóerő) vagy J57-P-37A (49,8 kN tolóerő). U–2BKétüléses kiképzőgép. Hajtóművek: Pratt & Whitney J57-P-13 (70,2 kN tolóerő) vagy J57-P-13B (75,6 kN tolóerő). U–2CTovábbfejlesztett együléses változat nagyobb légbeömlő-nyílásokkal és hosszabb orral. Két gép a NASA színeire festve. U–2DTovábbfejlesztett kétüléses kiképzőgép. A második ülés helyére még több felderítő rendszert is be lehetett építeni. U–2CTEgy U–2C és egy U–2D átépített kétüléses kiképző változata. U–2EA CIA számára átépített, modern érzékelőkkel felszerelt változat. U–2FLégi utántöltésre felkészített változat, a farokba elektronikai hírszerző berendezéseket szereltek, Vietnámban használták U–2GRepülőgép-hordozóra való leszállásra átépített U–2C. U–2JA CIA által átépíttetett, repülőgép-hordozóról üzemelő típus. U–2NAz U–2R típus korábban használt típusjelzése. | U–2RSzárny alá szerelt felderítő-konténeres U–2C, nagyobb üzemanyag-kapacitással, több érzékelővel. U–2RTEgyüléses kiképzőgép a TR–1B alapján. U–2EPXAz amerikai haditengerészet EP-X tengerészeti ellenőrző változata FLIR infravörös keresővel, tengerészeti radarral, tengeralattjáró periszkóp-érzékelő rendszerrel, elektronikai hírszerzési rendszerekkel és nagy magasságú tengerészeti felügyeleti rendszerekkel. WU–2A High Altitude Sampling Program-hoz készült légkörkutató változat, a géptörzs bal-első részén előrenéző fényképezőgéppel TR–1AAz U–2R alapján készült harcászati hírszerzési ("tactical recon") változat szintetikus apertúrájú radarral, új avionikával és besugárzás-jelző és -elhárító rendszerrel. TR–1BKétüléses kiképzőgép a TR–1A alapján. ER–2Együléses NASA kutatási változat ("earth resource", azaz földkutatási erőforrások) U–2SA TR–1A új típusszáma. General Electric F-118-101 hajtómű (84,5 kN tolóerő), finomabb érzékelők, GPS. TU–2SA TR–1B kétüléses kiképzőgép új típusszáma. |

## Példányai
Az amerikai légierő sorozatszáma a rendelés költségvetési évéből, valamint az adott költségvetési év során leadott rendelések egymás után következő számaiból áll. A CIA és a légierő is több esetben használt fiktív sorozatszámot a gép tényleges eredetének elrejtése céljából. A Lockheed gyári számokat használt, a második generációtól kezdve a gyári szám megegyezett az addig legyártott U–2-k számával.
1974-ben a néhány még fennmaradt CIA-s gépet áthelyezték a légierő kötelékébe.

### Első generáció: 1955–1967 (U-2A)
| USAF sorozatszám | Gyári szám | Típus    | A repülőgép története |
| ---------------- | ---------- | -------- | --- |
|                  | #341       | U–2A     | Az első U–2. 1955. július 24-én közúton szállítják a Lockheed kaliforniai üzeméből a Groom Lake bázisra. 1955. július 29-én Tony LeVier berepülőpilótával első gurulási próbák és a véletlen első repülés. Első hivatalos felszállás: 1955. július 29, a pilóta Tony LeVier. 1957. április 4-én lezuhan a nevadai Pioche mellett, Robert Seiker Lockheed-berepülőpilóta az életét veszti. |
| 56-6675          | #342       | U–2A/F   | Légi utántöltésre alkalmas F-modellé építik át. 1966. február 25-én lezuhan Kaliforniában. |
| 56-6676          | #343       | U–2A     | 1955. október 16-án közúton érkezik a Groom Lake bázisra. 1957-ben megsérül. Átépítés után a C-kamerarendszer tesztplatformja lesz. A C-különítménnyel a japán Acugiba helyezik. 1962. október 27-én a kubai rakétaválság során lelövik, Rudolf Anderson őrnagy életét veszti, amiért posztumusz kitüntetik az első Air Force Cross-szal. |
| 56-6677          | #344       | U–2A/F   | Légi utántöltésre alkalmas F-modellé építik át. 1962. március 1-jén lezuhan a kaliforniai Edwards légitámaszponton, John A. Campbell USAF őrnagy az életét veszti. |
| 56-6678          | #345       | U–2A     | 1956. május 15-én lezuhan a Groom Lake bázison, Wilbur S. Rose CIA pilóta életét veszti. |
| 56-6679          | #346       | U–2A     | 1956. szeptember 17-én lezuhan az NSZK felett, Howard Cary CIA pilóta életét veszti. |
| 56-6680          | #347       | U–2A/E   | 1956. június 20-án végrehajtja az első, Kelet-Európa feletti éles U–2 bevetést, majd 1956. július 4-én és 5-én az első Szovjetunió feletti éles bevetést. Jelenleg a Smithsonian Intézet légi- és űrtudományi múzeumában van kiállítva. |
| 56-6681          | #348       | U–2A/C   | 1971. június 3-án a NASA megkapja az N708NA polgári lajstromozású U–2-t, amelyet korábban a CIA használt. 1987 júniusában a NASA az utolsó U–2C-jéként kivonja a forgalomból. Jelenleg az Ames Kutatóközpontban, a Moffet Field repülőtéren van kiállítva. |
| 56-6682          | #349       | U–2A/C   | 1956. március 29-én érkezik a Groom Lake bázisra. 1956 áprilisában beosztják az első, A-különítménybe. Felszerelik az APQ-56 oldalranéző radarral, ezzel egy lesz a három ilyen felszereltségű gép közül. 1958 júniusában az U–2 lopakodó kísérleteihez használták. 1958-ban a B-különítménybe kerül. 1960. április 5-én a C-különítmény tagjaként Bill McMurray pilóta vezetésével elfogy az üzemanyaga, kényszerleszállást végez egy thaiföldi rizsföldön. 1972. június 4-én a NASA N709NA polgári lajstromozással kapja meg. 1989. április 17-én és 18-án Jerry Hoyt és Ron Willams pilóták emelkedési világrekordot állítanak fel az U–2C kategóriájában. 1989. április 26-án Doyle Krumrey NASA pilóta átrepül vele a georgiai Robbins légibázisra, ahol a gépet a fehér NASA színről az eredeti felderítőgép-feketére festik át és kiállítják a bázis repülési múzeumában, ahol a mai napig látható. |
| 56-6683          | #350       |          | |
| 56-6684          | #351       |          | |
| 56-6685          | #352       |          | |
| 56-6686          | #353       |          | |
| 56-6687          | #354       |          | |
| 56-6688          | #355       |          | |
| 56-6689          | #356       |          | |
| 56-6690          | #357 #390  | U–2A/C   | A Lockheed által használt 357-es gyártási számú gép 1956. szeptember 21-én megérkezik a Groom Lake bázisra. 1956. december 19-én Bob Erickson a minimális magasságon sikeresen katapultál, a gép egy indián rezervátumra zuhan. A légierő az 56-6690-es lajstromszámot az akkor épülő 390-es gyári számú gépnek adja, amely az akkori utolsó, légierős rendelésre készült gép. Az új 56-6690-es számú gépet 1960-ban J75 hajtóművel szerelik fel és U–2C modellé építik át. 1964. szeptember 18-án az arizonai Davis-Monathan légibázison leszállás közben balesetet szenved, Bob Primrose USAF pilóta életét veszti. A gépet megszerelik, majd 1966. október 8-án a vietnámi Bein Hoa légibázis mellett lezuhan; Leo Stuart USAF alezredes sikeresen katapultál. |
| 56-6691          | #358       |          | 1964 szeptemberében a tajvani Taojüan légibázison zavarókonténerrel szerelik fel. |
| 56-6692          | #359       | U–2F     | 1956. október 22-én átadják az amerikai légierőnek. 1964 szeptemberében a tajvani Taojüan légibázison zavarókonténerrel szerelik fel. 1964 decemberében az indiai Charabatia légibázisra települ tibeti bevetésekre. 1967 júniusában felszerelik a Target Radiation Intensity Measurement rendszerrel. Egy leszállási baleset miatt a gép a földön kiég, 1972. augusztus 9-ére az első kiképzőgép, az U–2CT modellé építik át. Szolgálatból való kivonása után visszaállítják U2-C modellé, és a jelenlegi kiállítása helyére, a duxfordi királyi repülési múzeumba repül, Angliába. |
| 56-6693          | #360       |          | 1960. május elsején lelőtte a szovjet légvédelem SZ–75 Dvina légvédelmi rakétája. Egyes darabjai kiállítva a Hadsereg Központi Múzeumában Moszkvában -Francis Gary Powers személyes tárgyaival, további darabok helye a Museum of the Military Equipment "Battle Honour of Ural" Jekatyerinburgban. |
| 56-6692          | #361       |          | |
| 56-6695          | #362       |          | 1964. július 7-én a kínai Fucsian mellett lezuhan. A Fülöp-szigeteki Cubi Point légibázisról száll fel, hogy a Kína és Észak-Vietnám között húzódó utánpótlási vonalakat fényképezze. Nan-Ping Lee alezredes tajvani pilóta az életét veszti. |
| 56-6696          | #363       | U–2A     | 1955. október 16-án szállítják a Groom Lake bázisra. 1966. március 22-én az arizonai Davis-Monathan légibázis mellett lezuhan, Andy Fan pilóta túléli a balesetet. |
| 56-6697          | #364       |          | |
| 56-6698          | #365       |          | |
| 56-6699          | #366       |          | |
| 56-6700          | #367       | U–2A     | 1957 februárjában szállítják a Groom Lake bázisra. 1975. május 29-én a németországi Winterberg melletti erdőre zuhan. Robert T. Rendelmen USAF pilóta túléli a balesetet. |
| 56-6701          | #368       | U–2A/C   | 1957 márciusában szállíták a Groom Lake bázisra. 1957 júniusában az Edwards légitámaszponton a légierő különleges programok irodájához kerül. U–2C változatként a SAC nebraskai Offut légitámaszpontján van kiállítva. |
| 56-6702          | #369       |          | |
| 56-6703          | #370       | U–2A     | 1957 áprilisában megérkezik a Groom Lake bázisra. 1957 júniusában átkerül a 4080. stratégiai felderítő századhoz a texasi Lughlin légitámaszpontra. 1958. január és március között az alaszkai Eielson légibázisra telepítik a Toy Soldier kódnevű, szovjet atomkísérletek légi mintavételezési programjához. 1958 novemberében ismét az Eielson-ra telepítik. 1959-ben dedikált sigint konfigurációt kap. 1964. március 5-én az első Vietnámba érkező U–2-közé tartozik. 1964. szeptember 18-án lezuhan az arizonai Davis-Monathan légibázisnál, Bob Primrose USAF pilóta életét veszti (? nem az 56-6890-esen volt?) |
| 56-6704          | #371       |          | |
| 56-6705          | #372       | U–2A     | A High Altitude Sampling Program-ban használják |
| 56-6706          | #373       |          | |
| 56-6707          | #374       |          | |
| 56-6708          | #375       |          | 1957 júniusában megérkezik a Groom Lake bázisra. 1967. július 1-jén lezuhan a louisianai Pineville mellett, Sam Swart USAF pilóta túléli a balesetet. |
| 56-6709          | #376       |          | |
| 56-6710          | #377       |          | 1957 júniusában megérkezik a Groom Lake bázisra. 1958. szeptember 11-én az Edwards légitámaszpontnál lezuhan, Patrick Hunderwahl USAF pilóta életét veszti |
| 56-6711          | #378       |          | |
| 56-6712          | #379       |          | 1964. december 19-én lezuhan, miután Seng Si-Hi tajvani pilóta viharba kerül. |
| 56-6713          | #380       |          | |
| 56-6714          | #381       | U–2A/C   | 1957 augusztusában megérkezik a Groom Lake bázisra. 1974. május 2-án lezuhan a Davis-Monthan légitámaszpont közelében, Dan W. Riggs USAF pilóta túléli. 1980. január 31-én a kaliforniai Orovill közelében Edward I. Beaumont USAF pilóta kiképzőrepülés közben eszméletét veszti. Az U–2-t kísérő gép látja, hogy az U–2 lassan a föld felé siklik, ahol egy magasfeszültségű távvezetéknek ütközik, majd lassan a földre pörög. A földetéréstől Edward Beaumont pilóta magához tér, és kiszáll az U–2-ből. A gép jelenleg a kaliforniai Beale légitámaszponton van kiállítva. |
| 56-6715          | #382       |          | 1962-ben Alaszkában állomásozik. 1965. április 26-án a kaliforniai Borone közelében lezuhan, a polgári CIA alkalmazott Eugene Edens pilóta életét veszti. Edens a közeli Edwards légitámaszponton gyakorolja a repülőgép-hordozók fedélzetére való leszállást, amikor az egyik szárny a földnek csapódik, a gép a levegőbe pattanva orsózni kezd. Edens katapultál, de túl későn. |
| 56-6716          | #383       | U–2A/C   | 1957 szeptemberében az Edwards légitámaszpontra szállítják a High Altitude Sampling Program-ra felkészített kiszerelésben. 1958 és 1960 között Argentínában állomásozik. 1960. március 15-én Roger Cooper USAF százados a kanadai Saskatchewan tartomány Prince Albert-tavának befagyott jegére száll, miután a gép hajtóműve leáll és nem sikerül újraindítani. A gép jelenleg U–2C konfigurációban az arizonai Davis-Monthan légitámaszponton van kiállítva. |
| 56-6717          | #384       | U–2A/C   | 1965 végén a CIA kötelékében már U–2C konfigurációban repült, utána lezuhant, a baleset idejéről és körülményeiről többet nem lehet tudni. |
| 56-6718          | #385       |          | 1961-ben Ausztráliában állomásozott. 1965 végén a CIA kötelékében U–2G konfigurációban repült, utána lezuhant, a baleset idejéről és körülményeiről többet nem lehet tudni. |
| 56-6719          | #386       |          | |
| 56-6720          | #387       |          | |
| 56-6721          | #388       | U–2A/B/D | 1957 novemberében a Lockheed átadja a kész gépet. 1959. augusztus 5-én egy kiképzőrepülés során a coloradói Cortez közelében hasraszáll, megsérül. A balesetet követően a Skunk Works-ben kétülésesre építik át, infravörös keresőt építenek a Q-raktérbe. A típus először U–2B-nek, majd U–2D-nek nevezik. 1959 decemberében az Edwards légitámaszponton a légierő különleges programok irodájához kerül. U–2D változatként a Lockheed palmdale-i gyárának kapujánál van kiállítva. |
| 56-6722          | #389       | U–2A/D   | A Q-raktérbe forgó optikai érzékelőket és távközlési antennákat építenek a MIDAS (Missile Defense Alarm System) program részeként. A berendezéssel szovjet interkontinentális rakéták kilövéséről kívánnak figyelmeztetést kapni, a rendszert sikeresen tesztelik amerikai rakétakilövéseknél. U–2A modellként az ohiói Wright-Patterson légitámaszponton van kiállítva, az amerikai légierő múzeumában. |
| 56-6950          | #390       |          | |
| 56-6951          | #391       |          | |
| 56-6952          | #392       |          | 1964-ben Alaszkában teljesít szolgálatot. 1971. november 18-án lezuhan az arizonai Davis-Monthan légitámaszpont közelében, John C. Cunney USAF pilóta életét veszti. |
| 56-6953          | #393       | U–2CT    | 1987 novemberében lezuhan a kaliforniai Beale légitámaszponton, Bill Gilbert USAF pilóta túléli. Egy ideig a kaliforniai Edwards légitámaszponton állítják ki, jelenleg a norvégiai Bodóban látható. |
| 56-6954          | #394       | U–2B/D   | A Q-raktérbe megfigyelő és infravörös keresési berendezéseket szerelnek. 1968. május 31-én lezuhan az arizonai Davis-Monthan légitámaszpont közelében, Victor L. Milan USAF pilóta sikeresen katapultál. |
| 56-6955          | #395       |          | 1964. augusztus 14-én lezuhan az idahói Boise közelében. Seng Si Hi tajvani pilóta túléli a balesetet. |

### Második generáció: 1968–1970 (U-2R)
| USAF sorozatszám | Gyári szám | Típus | A repülőgép története |
| ---------------- | ---------- | ----- | --- |
| 68-10329         | #051       | U–2R  | Az első U–2R változat. Első felszállása N803X polgári lajstrom alatt, 1967. augusztus 28-án. A gépet a tajvani légierő is repülte 3925-ös lajstromszám alatt. Az első superpoddal felszerelt U–2. 1981-ben átkerül a 9. stratégiai felderítő ezredhez. 1995 májusában ben U–2S-re építik át. |
| 68-10330         | #052       | U–2R  | |
| 68-10331         | #053       | U–2R  | A tajvani légierő köteléképen is repül. 1975-ben átkerül a 100. stratégiai felderítő ezredhez, majd 1976-ban a 9. stratégiai felderítő ezredhez. 1996 augusztusában U–2S-re építik át. |
| 68-10332         | #054       | U–2R  | A tajvani légierő köteléképen is repül. 1975-ben átkerül a 100. stratégiai felderítő ezredhez, majd 1976-ban a 9. stratégiai felderítő ezredhez. 1992. január 15-én Korea partjainál a Japán-tengerbe zuhan. Marty McGregor USAF százados holttestét koreai halászok találják meg. |
| 68-10333         | #055       | U–2R  | A tajvani légierő köteléképen is repül. 1975-ben átkerül a 100. stratégiai felderítő ezredhez, majd 1976-ban a 9. stratégiai felderítő ezredhez. 1984. május 22-én a dél-koreai Osan légitámaszpontról való felszállás közben a hajtómű-felfüggesztés meghibásodása miatt a gép farka leszakad, Dave Bonzi USAF pilóta sikeresen katapultál. A gép maradványait a légibázis kerítése mögötti rizsföldből kiássák, majd a kaliforniai Beale légitámaszpontra való szállítás után megsemmisítik. |
| 68-10334         | #056       | U–2R  | |
| 68-10335         | #057       | U–2R  | |
| 68-10336         | #058       | U–2R  | A 100. stratégiai felderítő ezredhez szállítják le, ahonnan 1976-ban átkerül a 9. stratégiai felderítő ezredhez. Az első szintetikus apertúrájú radarral felszerelt U–2R, amelyet később U–2S-sé építenek át. |
| 68-10337         | #059       | U–2R  | A 100. stratégiai felderítő ezredhez szállítják le. A 99. stratégiai felderítő század részeként 1975. május 16-án a thaiföldi U-Tapao légitámaszponton James L. Barrilleaux USAF pilóta vezetése alatt megsérül. 1976-ban átkerül a 9. stratégiai felderítő ezredhez. 1988. május 24-én lezuhan a floridai Patrick légitámaszpontnál, Alan E. Crawford USAF pilóta túléli az esetet. Az U–2R-t a Lockheed palmdale-i gyárába szállítják és újjáépítik. 2000. szeptember 20-án Kevin Henry alezredes irányítása alatt, a szaúd-arábiai Szultán Herceg légibázisról felszállva eléri a 20 000 repült órát. |
| 68-10338         | #060       | U–2R  | A 100. stratégiai felderítő ezredhez szállítják le, ahonnan 1976-ban átkerül a 9. stratégiai felderítő ezredhez. 1994. augusztus 11-én az első U–2, amely eléri a 20 000 repült órát. 1995. augusztus 29-én az angliai Fairfor légibázison balesetet szenved. David Hawkens USAF százados gépéről felszállás után nem esik le a pogo, ezért megkísérli a leszállást. Földet érés közben az U–2 kitör balra és felrobban. Hawkens százados vízszintesen katapultál a gépből, de halálosan megsebesül. |
| 68-10339         | #061       | U–2R  | 1970-ben a haditengerészet EP-X programjában használják. 1972-ben a 100. stratégiai felderítő ezredhez kerül, majd 1976-ban a 9. stratégiai felderítő ezredhez. 1993. december 13-án a kaliforniai Beale légitámaszpontnál lezuhan, Richard Schneider USAF százados életét veszti. |
| 68-10340         | #062       | U–2R  | |

### Harmadik generáció: 1980–1989 (TR-1), 1995–1997 (U-2S)
| USAF sorozatszám | Gyári szám | Típus               | A repülőgép története |
| ---------------- | ---------- | ------------------- | --- |
| 80-1063          | #063       | ER–2                | Az U–2 összeszerelő üzemének harmadik beindítása utáni első felszálló gép, 1981. május elsején. A gépet a NASA kapja meg 1981 júniusában, polgári lajstromszáma N706NA. Jelenleg a NASA Dryden kutatóközpontjánál repül. Az U–2S specifikáció szerint átépítik, 1996. október 28-án visszakerül a NASA-hoz. |
| 80-1064          | #064       | TR-1B / U–2ST       | 1983 márciusában kiképzőgépnek készül, 1994. október 28-ára átalakítják az U–2S specifikációra. |
| 80-1065          | #065       | TR-1                | |
| 80-1066          | #066       | TR-1A               | 1980. július 15-én nyilvánosan bemutatják a TR-1A-t. Első felszállása 1981. augusztus 1., az új sorozatból másodikként. 1981 szeptemberében TR-1A-ként szállítják le. 1995. március 15-én az utolsó U–2 bevetést repüli a RAF Alconbury légitámaszpontról, minden bevetést áthelyeznek a RAF Fairfordra. |
| 80-1067          | #067       | TR-1                | |
| 80-1068          | #068       | TR-1                | |
| 80-1069          | #069       | TR-1A / ER–2 / U–2S | TR-1A-ként kerül a légierőhöz 1982 júliusában. 1982 júliusában átkerül a 17. felderítési ezredhez. 1983 októberében a RAF Alconbury bázison járművel ütjözik, majd a Lockheed-hez kerül ER–2 specifikációk szerinti átalakításra. N708NA polgári lajstron alatt a NASA kapja kölcsön, de az U–2 hiány miatt a légierő visszakéri. 1996-ban visszakerül a Lockheed-hez U–2S specifikációk szerinti átalakításra, majd 1997 márciusában visszakapja az USAF. |
| 80-1070          | #070       | TR-1A / U–2S        | 1982 októberében TR-1A-ként épül. 1983 februárjában átkerül a 17. felderítési ezredhez, 1988 májusában pedig a 9.-hez. 1995 februárjában U–2S-re konfigurálják át. |
| 80-1071          | #071       | U–2R / U–2S         | Első felszállása 1983. július 25-én Ken Weir Lockheed-tesztpilóta irányításával. 1983 novemberében U–2R-ként szállítják le, 1985-ben visszakerül berepülési feladatokra, az első Senior Span gép. 1988 végén a 9. felderítési ezredhez kerül, 1994. augusztus 14-én az első szériagyártott U–2S felszállása, Rob Rowe Lockheed-tesztpilóta irányításával. Első szériagyártott U–2S leszállítása 1994. október 28-án. 1996. február 13-án David Hosley USAF százados felszállása közben a hajtómű leáll, a gép túlfut a Beale légitámaszpont kifutópályáján és megsérül. 1997. június 17-én a javított gépet visszakapja a légierő, az első pilóta nem más, mint David Hosley százados. |
| 80-1072          | #072       | TR-1A               | 1983 novemberében a 17. felderítési ezredhez kerül leszállításra, ahonnan 1984 márciusában áthelyezik a 9. ezredhez. 1984. július 18-án a kaliforniai Beale légitámaszpontról való felszállás közben a hajtómű-felfüggesztés meghibásodása miatt a gép farka leszakad, Tom Hubbard USAF pilóta túléli a balesetet. |
| 80-1073          | #073       | TR-1A / U–2S        | 1984 februárjában készül el, 1991 januárjában a 17. felderítési ezredhez kerül, majd 1992 szeptemberében a 9. ezredhez. 1996 februárjában U–2S-re konfigurálják át. |
| 80-1074          | #074       | TR-1A / U–2S        | 1984 februárjában készül el, 1990 decemberében a 17. felderítési ezredhez kerül, majd 1992 októberében a 9. ezredhez. 1996 májusában U–2S-re konfigurálják át. |
| 80-1075          | #075       | U–2R                | |
| 80-1076          | #076       | U–2R                | |
| 80-1077          | #077       | TR-1A / U–2S        | 1985 márciusában TR-1A-ként épül, 1996 júniusában U–2S konfigurációra építik át. |
| 80-1078          | #078       | TR-1A / U–2ST       | 1985 márciusában TR-1A-ként épül. 1990. április 24-én lezuhan az angliai RAF Alconbury bázison, Kyle Lampella USAF pilóta túléli az esetet. U–2ST kiképzőgépnek építik át, 1994. október 28-án áll megint szolgálatba. |
| 80-1079          | #079       | TR-1A / U–2S        | 1985 márciusában épül. |
| 80-1080          | #080       | TR-1A / U–2S        | 1985 májusában TR-1A-ként épül. 1988. május 25-én megsérül a Beale légibázison, Robert A. Rowe őrnagy túléli az esetet. Átépítik U–2S-re. |
| 80-1081          | #081       | TR-1A / U–2S        | 1985 októberében TR-1A-ként épül. 1991-ben a 9. felderítési ezredhez kerül, 1996 októberében U–2S specifikációk szerint építik át. 1998. december 12-én Alan Zwick USAF pilóta új magassági világrekordot állít fel. |
| 80-1082          | #082       | TR-1A / U–2S        | 1985 novemberében TR-1A-ként adják át, 1997 januárjában U–2S konfigurációra építik át. |
| 80-1083          | #083       | TR-1A / U–2S        | |
| 80-1084          | #084       | TR-1A / U–2S        | 1986 áprilisában TR-1A-ként adják át. 1987. december 9-én földi jármű ütközik bele az angliai RAF Alconbury légitámaszponton. A bal szárny javíthatatlan sérüléseket szenved, a gépet szétszerelik, és egy C–5 Galaxy fedélzetén a Lockheed palmdale-i gyárába szállítják szervizelésre. 1988-89-ben áthelyezik a 9. hadászati felderítő ezredhez, jelenleg a 9. felderítő ezrednél szolgál. |
| 80-1085          | #085       | TR-1A / U–2S        | 1986 augusztusában TR-1A-ként adják át, később U–2S konfigurációra építik át. |
| 80-1086          | #086       | TR-1A / U–2S        | 1986-87-ben TR-1A-ként adják át, később U–2S konfigurációra építik át. |
| 80-1087          | #087       | TR-1A / U–2S        | |
| 80-1088          | #088       | TR-1A / U–2S        | |
| 80-1089          | #089       | U–2R / U–2S         | 1988-ban U–2R-ként adják át, 1995 decemberében U–2S konfigurációra építik át. |
| 80-1090          | #090       | TR-1A               | |
| 80-1091          | #091       | U–2RT               | 1988 márciusában adják át. |
| 80-1092          | #092       | TR-1A               | 1988 áprilisában adják át. |
| 80-1093          | #093       | TR-1A / U–2S        | 1988 júniusában TR-1A-ként adják át, 1995 júniusában U–2S konfigurációra építik át. |
| 80-1094          | #094       | TR-1A               | |
| 80-1095          | #095       | TR-1A               | |
| 80-1096          | #096       | U–2R / U–2S         | 1989 áprilisában U–2R-ként adják át, 1996 áprilisában U–2S konfigurációra építik át. |
| 80-1097          | #097       | ER–2                | A NASA N809NA polgári lajstromozású gépét a Dryden repüléskutató központ használja. A gép megkapta az U–2S típushoz járó fejlesztéseket. |
| 80-1098          | #098       | TR-1A               | |
| 80-1099          | #099       | TR-1A / U–2S        | 1989. október 3-án TR-1A-ként adják át. 1990 márciusában átkerül a 17. felderítési ezredhez, 1995-ben pedig a 9. ezredhez. 1995 augusztusában megkapta az U–2S típus fejlesztéseit. 1997 májusában légi incidens éri a koreai Osan légitámaszponton, de sikeresen földet ér. A gépet a Lockheed palmdale-i gyárába szállítják, ahol 1997. november 1-jére újjáépítik. |